# Nothocremastus latistigmator
Nothocremastus latistigmator är en stekelart som beskrevs av Aubert 1983. Nothocremastus latistigmator ingår i släktet Nothocremastus och familjen brokparasitsteklar. Inga underarter finns listade i Catalogue of Life.